# 뉴스 제로
뉴스 제로(NEWS ZERO)는 니혼TV에서 방송되는 밤 뉴스 프로그램이다.

## 연혁
1954년 10월 4일부터 52년 간 방송되었던 NNN 오늘의 사건이 종영되고 2006년 10월 2일부터 방송되고 있다. 

프로그램 시작 당시 CM은 '52년 만에 밤이 바뀐다', '52년 만의 새 프로그램' 을 구호로 했다. 

프로그램의 콘셉트는 『제로에서 시작하는 혁명적 뉴스쇼』이다.

## 특기 사항
본 프로그램에서 사용되는 스튜디오는 보도 플로어에 인접한 뉴스 스튜디오(5층)이 아니라 정보 프로그램계 범용 스튜디오인 S3스튜디오(9층)를 사용하고 있다. 세트 이미지는 프로그램 컨셉에 맞춰 흰색과 녹색을 기조로 한 것이다.
프로그램은 『제작·협력: NNN 각 사』의 형태로 되어 있으며, 정확히는 NNN 네트의 뉴스 취급은 아니다. 그래서 지방 뉴스의 경우 통상 최후에 표시되는 "NNN"과 계열국 명칭이 이 프로그램은 표시되지 않는다. 중대 뉴스가 있어 다른 뉴스에 편집·내레이션을 붙일 여유가 없을 때, 또는 제일보 중계 등의 경우 계열사가 편집·내레이션화된 VTR을 그대로 쓰는 경우도 있다.
텔롭 디자인이나 사이드 자막 등은 ■ 라임, ■ 라임 그린을 기조로 한 디자인이다. 속보 시의 자막은 ■ 레드로 표시된다. 또, 화면 좌상에는 ● 속에 백발로 "ZER◎" 라고 쓰인 프로그램의 로고를 작게 표시(30초 간격으로 ◎의 파문이 일전 로고로 환원)한다. 다만 중계 때는 라임색 배경에 흑자로 쓰여진 "LIVE"라는 글자의 표시가 변하는 그 옆에 중계 장소가 표시된다. 또, 와이프로서 출연자의 영상이 표시되는 경우도 있다.
2012년 4월 2일부터 실시간 자막 방송에 대응하게 되었다. 또한, 니혼TV에서는 지상파 디지털 방송에서 자막 신호를 상시 송출하고 있다.
메인 캐스터인 무라오 노부타카는 평소 안경을 착용하는데 이 프로그램에서는 역할 연구의 일환으로 안경을 벗고 진행한다.
토요일과 일요일은 2010년 3월까지 NNN 뉴스가 방송되었으며, 전 프로그램 NNN 오늘의 사건의 주말판을 그대로 이어받아 스트레이트 뉴스 형식으로 방송했다. 2010년 4월 이후는 Going!Sports&News에 뉴스 비중이 통합되어 방송되고 있다.
TV미야자키만 넷 후원사가 아닌 로컬 스폰서로, 블루 배경으로 바뀐 로컬 스폰서가 표시되지만 음성도 같이 끊기기 때문에 부자연스럽다.  또 로컬 스폰서가 없는 부분은 타이틀 로고로 네트 스폰서를 숨기고 있다.
2011년 7월 4일부터 니혼TV에서는 수요일, 금요일(개시 당초는 월요일~수요일)의 20:54 - 21:00에 스핀 오프 프로그램인 『ZERO MINUTE』가 방영되고 있다.
그 해 10월 3일부터 스테레오 방송을 실시하고 있다. 당초 BGM·효과음 등 모노럴 음원에서 방송되었지만 2012년 4월 2일부터 BGM·효과음 등이 스테레오 음원(풀 스테레오 방송)으로 바뀌었다. 또, 스테레오 음원으로 방송되는 평일 최종판 전국 뉴스 정보 프로그램은 TV아사히, TBS, 후지 TV에 이어 4번째이다.

## 출연자
- 공식적으로는 출연자 전원이 "ZERO캐스터" (호시노·나카이와 나레이터를 제외). 역할 분담은 편의적으로 적는다.
- ○가 붙어 있는 자는 니혼 TV 아나운서.
- 출연 개시 시기가 명기되어 있지 않은 자는 방송 개시 때부터 출연.

### 캐스터
메인 캐스터
- 우도 유미코

앵커
- 이와모토 노아○ (월 ~ 목요일, 2017년 10월 2일부터 출연. "CULTURE"를 겸해서 맡고 있다.)
- 쿠노 시즈카○ (금요일, 2014년 4월부터 출연. "FROM ZERO"와 "ZERO CULTURE", 기상 예보 역시 담당한다. )

요일 캐스터
- 사쿠라이 쇼 (아라시 멤버, 월요일, "이치멘!"을 담당한다. )
- 키리타니 미레이 (화요일, "my generation"을 담당. 또, 스즈키와 함께 스포츠 뉴스 (2013년 3월까지)와 날씨 코너 (2012년 6월까지)도 맡았다. )
- 이타야 유카(여배우, 부정기 출연, 2008년 5월부터 11월 4일까지 출산 휴가. 2009년 3월까지는 매주 화요일에 출연했으나 2009년 4월부터 자신이 맡고 있는 코너 "LIFE"가 방송될 때만 출연한다. )

스포츠 캐스터
- 스즈키 타카시○

기상 캐스터
- 시오카와 나츠미 (2014년 4월부터 출연)

컬쳐 캐스터
- 미야모토 에미리 (바이올리니스트, 부정기 출연, 2010년 4월부터 2012년 3월까지는 매주 화요일에 출연했으나 2012년 4월부터 자신이 담당하는 코너 "@CULTURE"가 방송될 때만 출연한다. )

교육 문제 담당 캐스터
- 오토타케 히로타다 (부정기 출연, 2013년 4월부터 정규 앵커로 한 달에 1회 정도나 자신이 담당하는 코너 "JOIN"이 방송될 때만 출연한다. )

정치 해설
- 카스야 켄지 (니혼 TV 보도국장, 정치에서 중대한 뉴스가 발생했을 때나 『ZERO× 선거』때 출연한다. )

### 해설자
축구 해설자
- 키타자와 츠요시 (전 축구 선수, 축구 해설자)

해설자 (준레귤러)
- 나가시마 카즈시게 (전 프로 야구 선수, 2006년 10월부터 2008년 9월까지는 수요 캐스터. 현재는 부정기 출연이지만 "ZERO캐스터"의 일원이다. )

스페셜 강연자 (준레귤러)
- 호시노 센이치 (도호쿠 라쿠텐 골든이글스 감독, 부정기 출연, 감독 취임 후에도 프로 야구의 비수기에 부정기적으로 스튜디오에 출연한다. )
- 나카이 마사히로 (SMAP, 프로야구 특별 해설자, 부정기 출연)

## 방송 시간
※특별 편성으로 늦게 방송되는 경우도 있다.
| 기간      | 기간      | 월 - 목요일         | 금요일              |
| --------- | --------- | ------------------- | ------------------- |
| 2006.10.2 | 2007.9.28 | 22:54 - 23:55(61분) | 23:30 - 24:25(55분) |
| 2007.10.1 | 2008.10.2 | 22:54 - 23:58(64분) | 23:30 - 24:25(55분) |
| 2008.10.5 | 2009.9.25 | 22:54 - 23:58(64분) | 23:55 - 24:55(60분) |
| 2009.9.28 | 2010.3.26 | 22:54 - 23:58(64분) | 23:30 - 24:30(60분) |
| 2010.3.29 | 2013.9.27 | 22:54 - 23:58(64분) | 23:58 - 24:58(60분) |
| 2013.9.30 | 현재      | 23:00 - 23:59(59분) | 23:58 - 24:58(60분) |

## 송출 중인 방송국
NNN 계열의 모든 방송국에서 방송되며, TV미야자키와 TV오이타에서도 방송하고 있다.

## 경쟁 중인 뉴스 프로그램
- NEWS 23-TBS 밤 뉴스 프로그램
- 보도 스테이션-TV 아사히 밤 뉴스 프로그램
- 내일의 뉴스-후지 TV 밤 뉴스 프로그램